# Petr Hudec (1966)
Petr Hudec (25. května 1966 Tachov – 10. dubna 2009 Tachov) byl český fotbalista.

## Fotbalová kariéra
V československé lize hrál za Škodu Plzeň a Duklu Praha. Nastoupil ve 12 ligových utkáních. Ve druhé nejvyšší soutěži hrál i za TJ Slovan Elitex Liberec, nastoupil ve 33 utkáních a dal 3 góly.

## Ligová bilance
| Ročník                                   | Zápasy | Góly | Klub                     |
| ---------------------------------------- | ------ | ---- | ------------------------ |
| 1. československá fotbalová liga 1986/87 | 6      | 0    | Škoda Plzeň              |
| česká národní fotbalová liga 1987/88     | 5      | 0    | Škoda Plzeň              |
| česká národní fotbalová liga 1988/89     | 28     | 3    | TJ Slovan Elitex Liberec |
| 1. československá fotbalová liga 1992/93 | 6      | 0    | Dukla Praha              |
| CELKEM                                   | 45     | 3    |                          |